# NGC 6631
NGC 6631 (również OCL 59) – gromada otwarta znajdująca się w gwiazdozbiorze Tarczy. Odkrył ją John Herschel 12 lipca 1836 roku. Jest położona w odległości ok. 3,5 tys. lat świetlnych od Słońca.